# Bernard Purdie
Bernard « Pretty » Purdie, né le 11 juin 1939, est un batteur de session américain qui a eu une influence considérable sur le funk. Il est connu pour son sens du rythme métronomique et pour le « Purdie Shuffle » que l'on entend notamment sur les titres Home At Last et Babylon Sisters de Steely Dan, dans les albums Aja et Gaucho. 
Les rythmes et le groove de Purdie ont influencé les pionniers de l'acid jazz et par extension le hip-hop. Il a travaillé avec de nombreux musiciens parmi lesquels Aretha Franklin, James Brown, Steely Dan, Hank Crawford, Miles Davis et Hummingbird. Purdie est crédité sur l'album de la bande originale du film Sgt. Pepper's Lonely Hearts Club Band (1978) et, plus récemment, il était batteur dans la comédie musicale Hair (2009) à Broadway.

## Carrière

### Ses débuts
Dès son plus jeune âge, Purdie commence à taper sur des boîtes de conserve avec des bâtons et il apprend des éléments de technique de percussion en écoutant des leçons données par Leonard Heywoood. Il finit par prendre des cours avec Heywood et il joue dans son big band. Les autres influences de Purdie étaient Buddy Rich, Gene Krupa, Joe Marshall et Art Blakey.
En 1961, il part pour New York et joue des sessions avec Mickey and Sylvia. Il fréquente alors régulièrement le Turf Club (sur la 50e et Broadway à New York) où les musiciens, les agents et les promoteurs se rencontraient pour parler affaire. C'est à cette époque qu'il joue pour le saxophoniste Buddy Lucas, qui lui a trouvé le surnom de Mississippi Bigfoot. Finalement, Barney Richmond lui fait signer un contrat pour du travail de session.
Bernard Purdie à longtemps affirmé avoir refait l'enregistrement de la batterie sur pas moins de vingt-et-un titres des Beatles[réf. souhaitée]. Mais aujourd'hui, il n'y a aucune mention de ceci sur le site web officiel du musicien ni dans Let the Drums Speak!, son autobiographie sortie en 2014. Toutes les sources sérieuses disent que c'est bien Ringo Starr qui officie derrière les fûts (sauf pour quelques exceptions lorsqu'on entend Paul McCartney). Il est plutôt probable que Purdie ait été le batteur studio en 1964 pour rajouter une piste de batterie sur Ain't She Sweet, Take Out Some Insurance on Me, Baby et Sweet Georgia Brown, effectués à Hambourg en 1961 et en 1962, alors que Pete Best était le batteur de ce groupe débutant. Le label américain Atco Records, voulant profiter de la beatlemania, décida de rehausser le son de ces trois enregistrements dont il avait acquis les droits. Une autre possibilité serait qu'il ait joué sur des reprises des chansons des Fab Four effectuées par des groupes d'imitateurs aux noms tels the Buggs (en), the Liverpools ou the Beetles, créés par des maisons de disques sans scrupule afin de prendre une part du gâteau. Avec le temps, le batteur aurait donc confondu ses séances se rappelant erronément qu'il embellissait les enregistrements originaux au lieu de ces enregistrements factices[réf. nécessaire].

### Steely Dan
Bernard Purdie joue notamment sur les albums de Steely Dan : The Royal Scam (1976), Aja (1977) et Gaucho (1980), et on peut entendre son fameux Shuffle (rythme binaire joué en triplets sur le charleston) sur deux titres : Home at Last sur le disque de 1977 et Babylon Sisters sur celui de 1980. Le Purdie Shuffle sera d'une grande influence sur de nombreux batteurs réputés, notamment Jeff Porcaro pour créer le rythme de batterie de la chanson de Toto Rosanna.

### Autres collaborations
| Rock, Soul, Funk and Pop | Jazz et associés |
| --- | --- |
| - Michael Bolton - Paul Butterfield - Joe Cocker - Jeff Beck - Hank Crawford - King Curtis - Roberta Flack - Hall & Oates - Hummingbird - Isaac Hayes - Jack Hoban - Jauqo III-X - Ivan « Boogaloo Joe » Jones - Tom Jones - Quincy Jones - Margie Joseph - Margo Guryan - BB King - Al Kooper - Elliott Randall - Nina Simone - Percy Sledge - Gil Scott-Heron - Jimmy Smith - Cat Stevens - Todd Rundgren - Jimmy Witherspoon - Stevie Wonder - Jalal Mansur Nuriddin | - Gato Barbieri - Larry Coryell - Dizzy Gillespie - Benny Golson - Herbie Hancock - Freddie McCoy - Johnny « Hammond » Smith - Gábor Szabó - Stefan Patry |

## Discographie

### Bernard Purdie
- Soul Fingers - Camden (1968)
- Soul Drums - Direction (1968)
- Stand By Me - Mega (1971)
- Purdie Good - Prestige (1971)
- Soul Is ... Pretty Purdie - Flying Dutchman (1972)
- Lialeh - Bryan (1973)
- Shaft - Prestige (1974)
- Delights Of The Garden - Celluloid (1975)
- Purdie As A Picture - Kilarnock (1993)
- Tokyo Jazz Groove Sessions - Lexington (1993)
- Coolin' 'N Groovin' - Lexington/West 47th (1993)
- After Hours With The 3B's - 3B's (1993)
- The Hudson River Rats - 3B's (1994)
- Kick N Jazz - Drum Beat Blocks (1996)
- Soul To Jazz I - Act (1997)
- In The Pocket - P Vine (1997)
- Soul To Jazz II - Act (1998)
- Get It While You Can - 3B's (1999)
- Purdie Good Cookin' - Own Label (2003)

### Autres crédits
- King Curtis and his Kingpins - Instant Soul (1967)
- The Soul Finders - Sweet Soul Music (1968)
- David Newman - Bigger & Better (1968)
- Al Kooper - You Never Know Who Your Friends Are (1969)
- Boogaloo Joe Jones - Boogaloo Joe (1969)
- Larry Coryell - Coryell (1969)
- Hank Crawford - It's A Funky Thing To Do (1970)
- Charles Kynard - Afro-Diasic (1970)
- Charles Kynard - Wa-Tu-Wa-Zui (1970)
- BB King - Completely Well (1970)
- Robert Palmer's Insect Trust - Hoboken Saturday Night (1970)
- Eddie Palmieri - Harlem River Drive (1970)
- Boogaloo Joe Jones - No Way! (1970)
- Boogaloo Joe Jones - Right On Brother - (1970)
- Gato Barbieri - El Pampero - (1971)
- Boogaloo Joe Jones - What It Is (1971)
- David Newman - Captain Buckles (1971)
- Aretha Franklin - Aretha Live at Fillmore West (1971)
- Aretha Franklin - Young, Gifted and Black (1971)
- King Curtis - Live At Fillmore West (1971)
- Larry Coryell - Fairyland (1971)
- Herbie Mann - Push, Push (1971)
- Dizzy Gillespie - Real Thing (1971)
- Aretha Franklin - Amazing Grace (1972)
- Aretha Franklin - Young, Gifted and Black (1972)
- Aretha Franklin - With Everything I Feel In Me (1972)
- Esther Phillips - Alone Again Naturally (1972)
- Miles Davis - Get Uo With it (1972)
- Charlie Brown - Why Is Everybody Always Pickin On Me? (1972)
- BB King - Guess Who (1973)
- Aretha Franklin - Let Me In Your Life (1973)
- Cat Stevens - Foreigner (1973)
- Hall and Oates - Abandoned Luncheonette (1973)
- Jimmy McGriff - Come Together (1974)
- Joe Cocker - I Can Stand a Little Rain (1974)
- Caesar Frazier - 75' (1975)
- Cornell Dupree - Teasin' (1975)
- Hummingbird - We Can't Go On Meeting Like This (1976)
- Steely Dan - The Royal Scam (1976)
- Steely Dan - Aja (1977)
- Hummingbird - Diamond Nights (1977)
- Pee Wee Ellis - Home In The Country (1977)
- Eddie "Cleanhead" Vinson - You Can't Make Love Alone (1977)
- Joe Cocker - Luxury You Can Afford (1978)
- Steely Dan - Gaucho (1980)
- B.B. King - There Must Be A Better World Somewhere (1980)
- Dizzy Gillespie - "at Montreux" (1980)
- Jimmy McGriff - Blue To The Bone (1988)
- Elliott Randall - Still Reelin (2006)
- Hair - Broadway Cast Recording (2009)
- Stefan Patry, Organ Groove Explosion (2012)

## Équipement
Cymbales : SABIAN
- HH Regular Hats 13"
- HH Splash 10"
- HH Thin Crash 18"
- HH Crash Ride 22"
- HH Chinese 20"

Baguettes : Sticks 'n' Skins